# American McGee’s Alice
American McGee’s Alice – komputerowa, przygodowa gra akcji zaprojektowana przez Americana Jamesa McGee, stworzona przez Rogue Entertainment, wydana w 2000 roku przez Electronic Arts; polskim dystrybutorem gry jest Cenega Poland.
Ścieżkę dźwiękową do gry skomponował Chris Vrenna – były perkusista Nine Inch Nails. American McGee’s Alice wykorzystuje ten sam silnik co m.in. gra Quake III: Arena.
Oprócz wersji na komputery osobiste, gra miała się również ukazać na konsolę PlayStation 2 z czego ostateczne jednak zrezygnowano. Razem z premierą kontynuacji gry, American McGee’s Alice zostanie wydana na konsolę PlayStation 3 i Xbox360. Przy zakupie Alice: Madness Returns (w wersji na konsole) uzyska się kod, który umożliwi darmowe pobranie pierwszej części gry za pomocą usług PlayStation Store oraz Xbox Live Arcade. Dla osób nie posiadających kodu, gra będzie dostępna za opłatą wynoszącą 10$ lub 800 MSP.

## Świat gry i fabuła
Gra jest alternatywną wersją powieści Alicja w Krainie Czarów i Po drugiej stronie lustra Lewisa Carrolla.
Gra rozpoczyna się od animacji, w której ukazany jest pokój Alicji. Po chwili widać kota, który przeciąga się po obudzeniu, przewracając tym samym stos książek oraz lampę naftową, która doprowadza do powstania pożaru. W wyniku tego wypadku giną oboje rodzice Alicji. Szok wywołany tym zdarzeniem oraz poczucie winy Alicji, że śmierć rodziców to jej wina doprowadza ją do problemów natury psychicznej co powoduje, że zostaje zamknięta w szpitalu psychiatrycznym Rutledge Asylum i oddana pod opiekę dra Heironymousa Wilsona.
Do gry dołączony jest drukowany dziennik (org. casebook) lekarza Alicji. Zawarte w nim wpisy datowane są na pomiędzy 4 listopada 1864 a 24 sierpnia 1874 roku, co wskazuje, że pobyt w szpitalu trwa od prawie 10 lat. Z notatek w nim zawartych wynika, że Alicja nie wykazuje praktycznie żadnego kontaktu z otoczeniem i znajduje się w stanie katatonii.
W ostatnich sekundach animacji początkowej gry widać Alicję leżącą w szpitalnym łóżku trzymającą w ręku pluszowego królika. Doznaje ona halucynacji, w których królik zwraca się do niej słowami: Save us Alice! (pol. Uratuj nas Alicjo!). Po tych słowach główna bohaterka traci kontakt z rzeczywistością i przenosi się do Krainy Czarów będącej wytworem jej umysłu.
Świat Krainy Czarów ukazany w American McGee’s Alice jest zupełnie inny od tego przedstawianego w książkach Carrolla. Jest miejscem mrocznym, przypominającym koszmar senny. W grze występują ci sami bohaterowie co w powieściach Alicja w Krainie Czarów i Po drugiej stronie lustra jednak są postaciami tak samo mrocznie odmienionymi jak cała Kraina Czarów.
Zadaniem Alicji jest pokonanie Królowej Kier, która jest odpowiedzialna za obecny stan Krainy Czarów. Królowa Kier jest tak naprawdę odzwierciedleniem choroby głównej bohaterki i jej pokonanie jest jedyną drogą do uzyskania przez nią zdrowia psychicznego.
Ostatnie z poziomów gry przypominają miejscami wnętrze człowieka; krótko przed zakończeniem historii Alicja przemierza miejsce wyglądające jak szyja i trafia do lokacji będącej jakby głową w której znajduje się Królowa Kier.
W animacji końcowej następującej po pokonaniu Królowej pokazane zostaje jak Kraina Czarów przemienia się w piękne miejsce, widoczni są również bohaterowie, którzy wcześniej zostali zabici. Następnie zostaje ukazana uśmiechnięta Alicja wychodząca przez bramę szpitala psychiatrycznego trzymając w jednej ręce walizkę a w drugiej kota, który doprowadził do powstania całej historii.

## Postacie

### Bohaterowie pozytywni
- Alicja – główna bohaterka; głosu użyczyła Susie Brann
- Biały Królik – postać, która zabiera Alicję do Krainy Czarów; głosu użyczył Andrew Chaikin
- Kot z Cheshire – wyrośnięty kot o ponurym uśmiechu; co jakiś czas pojawia się Alicji i daje jej wskazówki; głosu użyczył Roger L. Jackson
- Starszy Gnom – mały krasnolud pojawiający się w Wiosce Przeklętych; pomaga bohaterce stworzyć pomniejszający eliksir
- Sztuczny Żółw – duży stwór z żółwią skorupą, którą zabrała mu Księżna; razem z Alicją próbują ją odzyskać
- Gąsienica – rady które daje Alicji by pokonać złą Królową, są bardzo dla niej cenne; pojawia się tylko w Grzybowym Lesie; głosu użyczył Jarion Monroe
- Gryfon – stworzenie będące skrzyżowaniem lwa i orła; został zamknięty w laboratorium Szalonego Kapelusznika
- Bill McGill – mały zielony stwór przypominający kameleona; daje Alicji parę informacji o Księżnej
- Marcowy Zając – przetrzymywany przez Szalonego Kapelusznika i poddawany okrutnym torturom; Alicja nie może go uratować; głosu użyczył Andrew Chaikin
- Suseł – druga ofiara tortur Kapelusznika; Alicja również nie może go uratować; głosu użyczył Roger L. Jackson
- Biały Król – władca Białego Zamku i wszystkich Białych Żołnierzy (szachów); zleca Alicji odnalezienie swojej żony, którą zabrali Czerwoni Żołnierze
- Biała Królowa – władczyni Białego Zamku i żona Białego Króla; została porwana i zamordowana przez Czerwonych Żołnierzy i ich króla

### Bohaterowie negatywni
- Królowa Kier – główny czarny charakter gry; to przez jej rządy Kraina Czarów stała się mrocznym i ponurym miejscem; głosu użyczyła Anni Long
- Księżna – pierwszy boss, to ona skradła Sztucznemu Żółwiowi jego skorupę; głosu użyczyła Anni Long
- Żarłoczny Parecznik – dowódca wszystkich insektów i pareczników w lesie; zleca im zabicie Alicji
- Czerwony Król – władca Czerwonego Zamku i Czerwonych Żołnierzy; jest wrogiem Białych Szachów, którym porwał władczynię
- Tweedle Dee i Tweedle Dum – otyli bracia różniący się wzrostem; pracują dla Szalonego Kapelusznika; jeden potrafi latać a drugi tworzyć swoje mniejsze wersje
- Szalony Kapelusznik – bardzo wysoki stwór w wielkim kapeluszu, przypominający człowieka; zamordował Gąsienicę i Białego Królika; głosu użyczył Andrew Chaikin
- Smok Jabberwock – sługa Królowej Kier; potrafi latać, jest głównym wrogiem Gryfona; głosu użyczył Roger L. Jackson

## Odbiór gry
Gra otrzymała ogółem pozytywne recenzje. Oceny wahają się od średnich (7.3/10 serwis GameSpot) do dobrych (8/10 – Eurogamer; 88% – PC Gamer UK). American McGee’s Alice została wysoko oceniona przez wortale: IGN (9.4/10) oraz GameZone (10/10).
Polski serwis GRY-OnLine ocenił grę dość słabo (na 6.0) a gameplay.pl dał wysoką ocenę 93/100.

## Alice: Madness Returns
W czerwcu 2011 roku, została wydana kontynuacja gry o tytule Alice: Madness Returns. Gra ukazała się na platformach Microsoft Windows, Mac OS X, PlayStation 3 oraz Xbox 360.
4 marca 2011 roku został opublikowany pierwszy zwiastun zawierający gameplay oraz na końcu przewidywaną datę premiery gry – 14 czerwca 2011 roku. Na oficjalnej stronie gry znajdują się również, wcześniej wyemitowane, trzy teasery oraz screeny i grafiki concept art.
Dwa dni później na oficjalnym profilu gry w serwisie Facebook zostały umieszczone dwa filmy ukazujące wersję demo Alice: Madness Returns, która została zaprezentowana na odbywającym się w tym samym roku Game Developers Conference.
15 kwietnia 2011 roku został uruchomiony oficjalny sklep internetowy oferujący klientom produkty związane z grą. W ofercie znajdują się koszulki, wyroby poligraficzne oraz inne gadżety.